# عقیم‌سازی اجباری
عقیم‌سازی اجباری یا عقیم‌سازی جبری (انگلیسی: Compulsory sterilization) اصطلاحی است در رابطه با هر گونه برنامه‌ریزی‌های جابرانه و هدفمند برای عقیم‌سازی افراد مختلف توسط دولت‌های حاکم. چندین کشور در اوایل قرن بیستم برنامه‌های عقیم‌سازی اجباری را اجرا کرده‌اند. هرچند چنین برنامه‌هایی در بیشتر کشورهای جهان غیر قانونی اعلام شده است، با این همه، موارد عقیم‌سازی اجباری همچنین ادامه دارد.